# Peix emperador veler

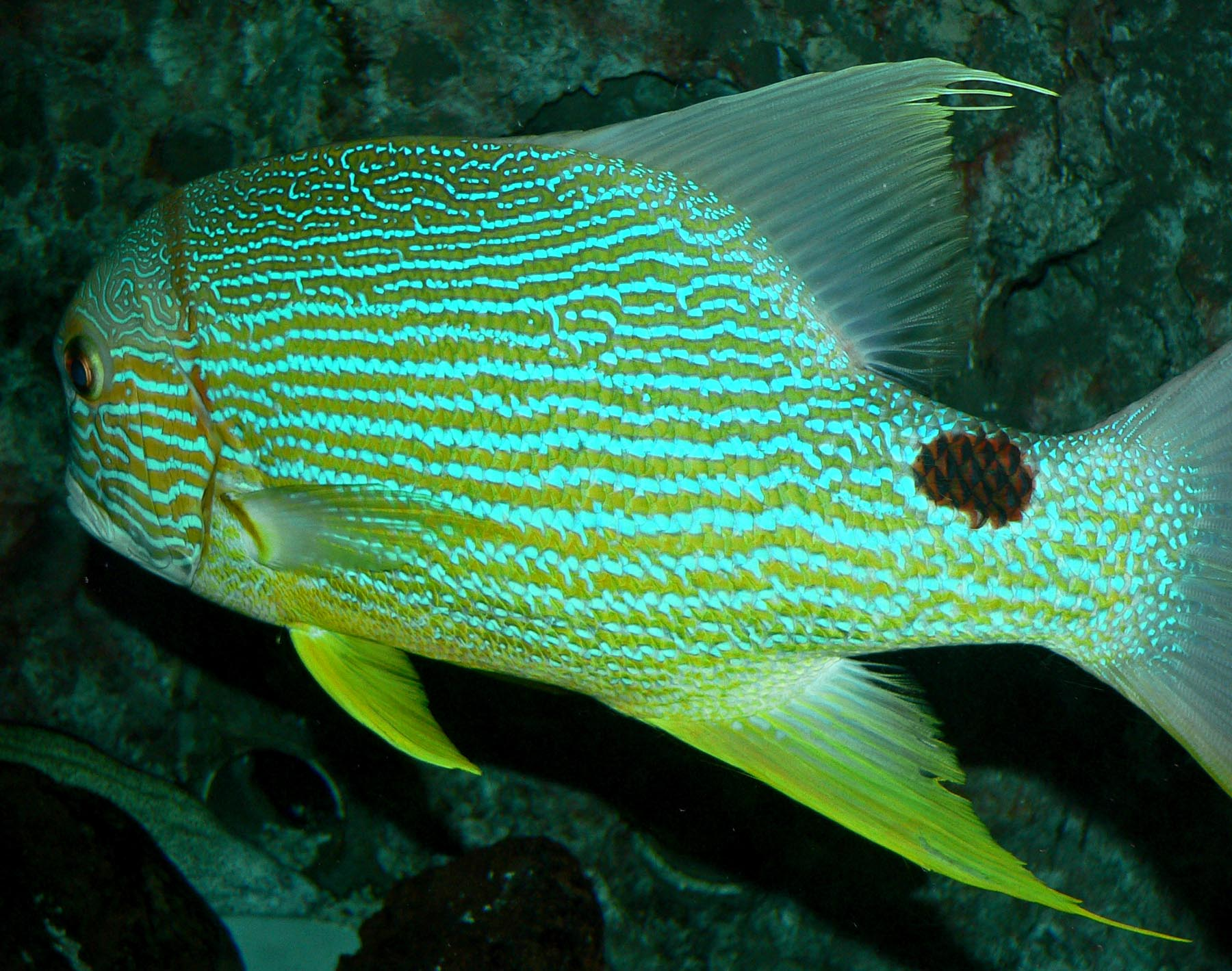
Exemplar a l'Aquàrium de Vancouver

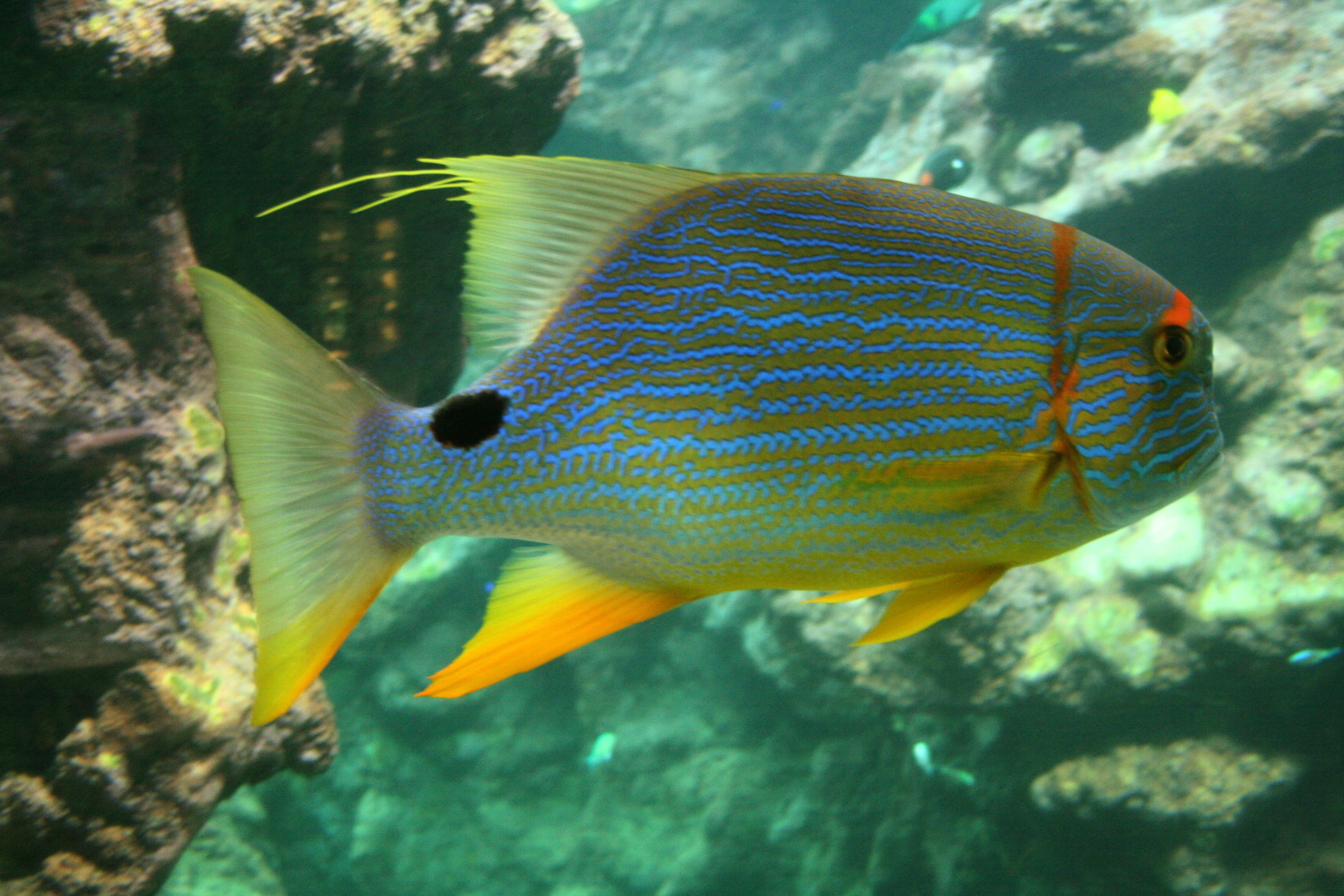
Un peix emperador veler a Océanopolis, Brest

El peix emperador veler (Symphorichthys spilurus) és una espècie de peix de la família dels lutjànids i de l'ordre dels perciformes.
Els mascles poden assolir 60 cm de longitud total.
Menja peixos, crustacis i mol·luscs.
És un peix marí de clima tropical i associat als esculls de corall que viu entre 5-60 m de fondària.
Es troba des de les Illes Ryukyu fins a Nova Caledònia, la Gran Barrera de Corall, Nova Guinea, Sulawesi, les Illes de l'Almirallat, Palau, les Filipines i Tonga. També és present a Austràlia Occidental.